# Riviera Jumping Tour
Die Riviera Jumping Tour ist eine seit dem Jahr 2006 ausgetragene internationale Turnierserie im Springreiten.
Sie findet jährlich zwischen Mai und Juni statt und geht insgesamt fünf Wochen. Die Turniere werden an drei Standorten an der Côte d’Azur ausgetragen. Das gesamte Preisgeld der Riviera Tour beträgt 800.000,- Euro.

## Standorte

### Saint-Tropez
Den Turnierauftakt macht die Saint-Tropez International Horse Show, welche zwei Wochen lang im Poloclub in Saint-Tropez Station macht. In der ersten Woche werden Prüfungen der Kategorie CSI2*, in der zweiten Woche Prüfungen der Kategorie CSI3* ausgetragen.
Sieger CSI2*:
| - 2006: Roger-Yves Bost - 2007: Edwina Alexander mit Isovlas Socrates |

Sieger CSI3*:
| - 2007: Billy Twomey mit Anastasia |

### Cannes
Die nächste Station ist die Global-Champions-Tour-Etappe in Cannes.

### Monte-Carlo
Den Schluss der Serie bildet das Turnier Jumping International de Monte-Carlo in Monte-Carlo, ebenfalls eine Etappe der GCT.